# 파이브 핑거스 (2017년 영화)
《파이브 핑거스》(Menoana e Mehlano ea Marseilles, Five Fingers For Marseilles)는 남아프리카 공화국에서 제작된 마이클 매튜스 감독의 2017년 드라마, 스릴러, 서부 영화이다. 제리 모포켕 등이 주연으로 출연하였다. 2017년 토론토 국제영화제의 디스커버리 부문에서 상영되었다.

## 출연

### 주연
- 제리 모포켕
- 케네스 노시

### 조연
- 가스 브레이텐바크